# Dasylirion leiophyllum
Dasylirion leiophyllum es una especie de planta fanerógama perteneciente a la familia Asparagaceae, anteriormente de las ruscáceas.  Es nativa de América del Norte, donde se encuentra en Chihuahua y Coahuila en México y Nuevo México y oeste de Texas en los Estados Unidos.

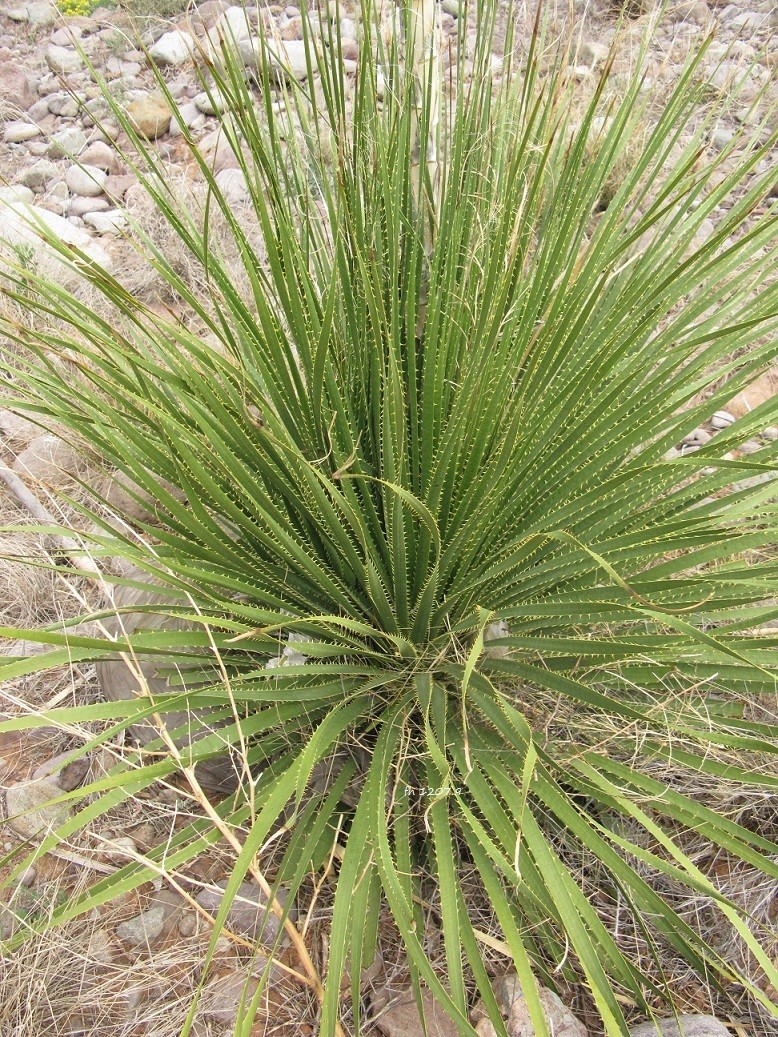
Vista de la planta

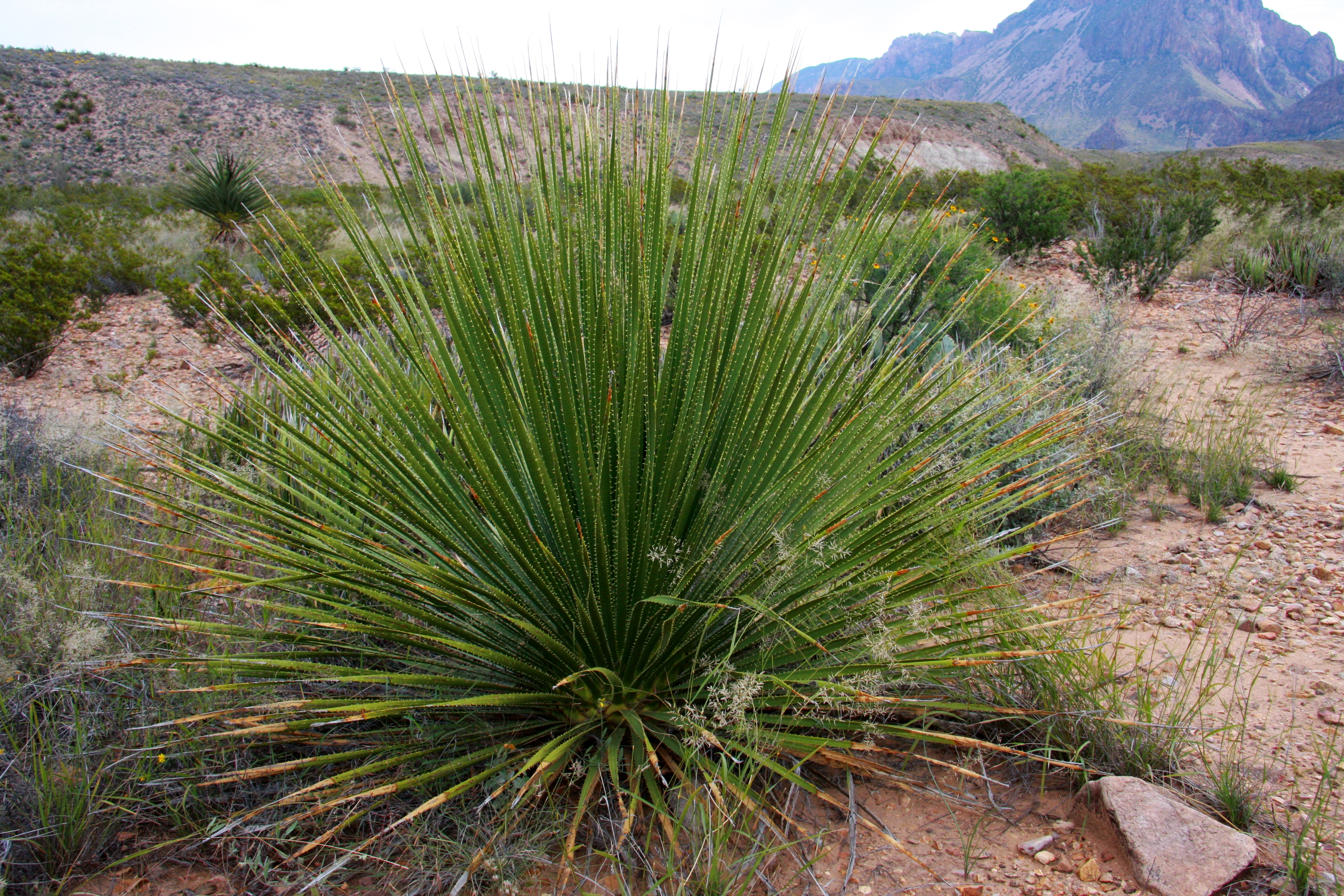
En su hábitat

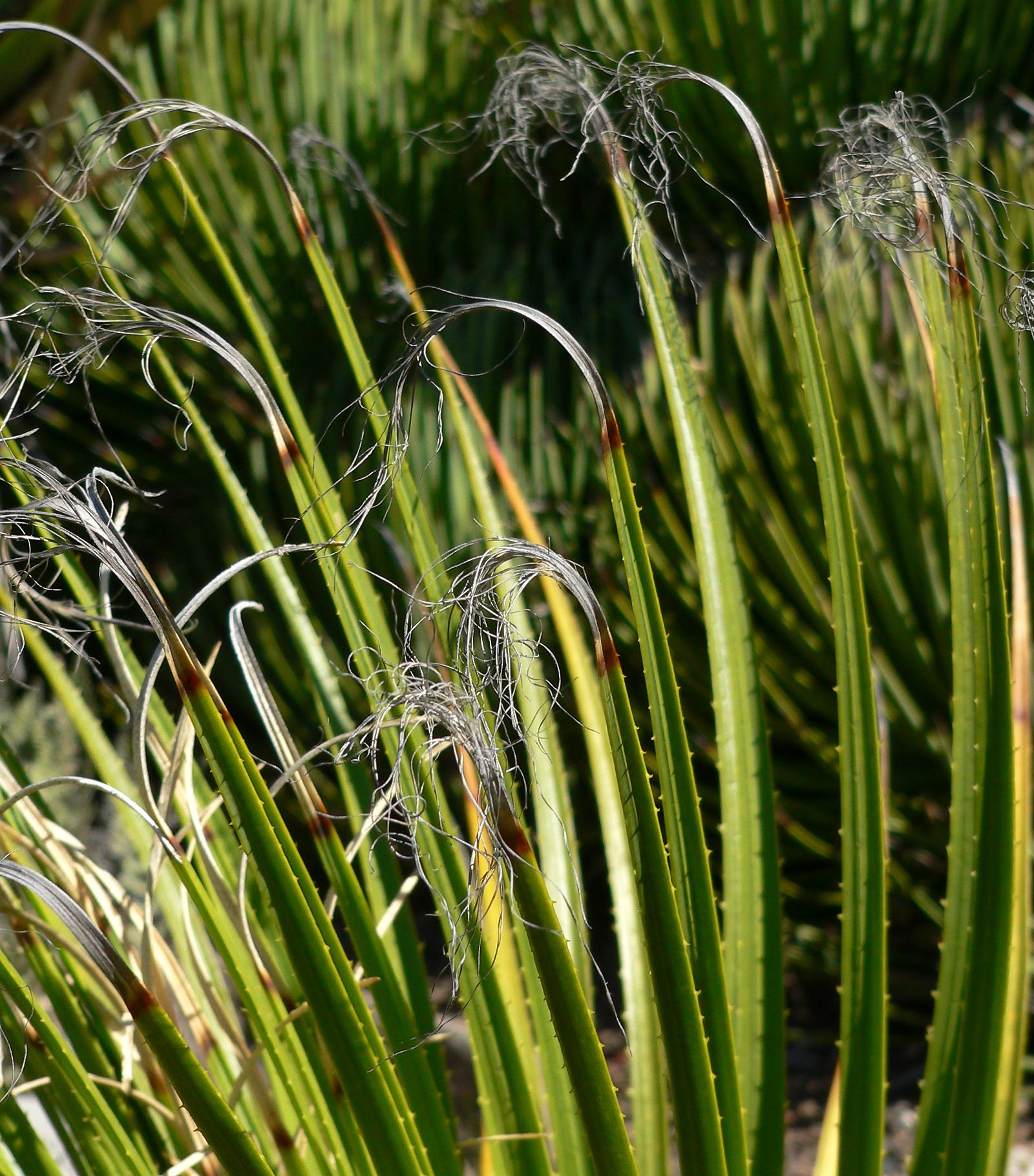
Detalle de las hojas

## Descripción
Es un arbusto con un tronco de hasta un metro de largo de crecimiento erecto o recostado. Las hojas de color verde intenso brillante, fibrosas y estrechas, largas y puntiagudas, que crecen hasta 80 centímetros de largo por 2.5 de ancho. Los márgenes tienen espinas. Ejemplares adultos pueden tener las vainas de las hojas muertas de las temporadas anteriores alrededor del tronco. La inflorescencia es de unos 30 centímetros de largo y se confirma la cima de un tallo que puede alcanzar hasta cinco metros de altura. La especie es dioica, con estructuras reproductivas masculinas y femeninas en individuos separados. Las diminutas flores blanquecinas tienen muchos tépalos verdosos de aproximadamente 2 milímetros de longitud. El fruto es una cápsula con un centímetro de longitud. Las plantas se reproducen por semillas y vegetativamente por brotes de yemas ubicadas en la base de las hojas.

## Distribución y hábitat
Esta planta es nativa a la del Desierto de Chihuahua, donde es dominante en una serie de comunidades de plantas. Crece en bosques y pastizales del desierto, a menudo en sustratos de calizas, y generalmente sólo en las zonas secas.

## Descripción
Tiene las hojas estrechas con un tamaño de hasta 1 m de largo 1 cm de ancho, forma una roseta radial y simétrica de 1,8 m de altura y el mismo diámetro, a partir de un núcleo central que se alarga en troncos decumbentes. La inflorescencia se produce en el verano con pequeñas flores blancas.

## Taxonomía
Dasylirion leiophyllum fue descrita por Engelm. ex Trel. y publicado en Proceedings of the American Philosophical Society 50: 433, en el año 1911.
Etimología
Dasylirion: nombre genérico compuesto que deriva de la palabra griega: dasys para "rugosa" , "descuidada" y leirion de "lirio", que probablemente fue elegido debido a las hojas largas y desordenadas.
leiophyllum: epíteto latino que significa "con hojas suaves".
Sinonimia
- Dasylirion heteracanthum I.M.Johnst.
- Dasylirion leiophyllum var. heteracanthum (I.M. Johnst.) Bogler
- Dasylirion stewartii I.M.Johnst.
- Dasylirion stewartii var. glaucum I.M.Johnst.[5]